# D'Artagnans datter
D'artagnans datter er en fransk film fra 1994. Filmen er instrueret af Bertrand Tavernier.

## Handling
Handlingen tager sin begyndelse i efteråret 1654 da Greven af Crassacs mænd stormer det kloster, hvor Eloïse (Sophie Marceau) er blevet pakket væk på af sin far, den tidligere chef for kongens musketerer, d'Artagnan (Philippe Noiret). Stormen på klostret sker i jagten på en sort mand, der er flygtet fra et slaveskib, der er kommet for tæt på Frankrig. Da han bløder fra et sår, forsøger han at stoppe blodet med et tilfældigt stykke papir, han finder på abbedissens kontor. Senere finder Eloïse dette stykke papir og tror, at det er skrevet i kode og derfor må være en del af et komplot. Hun beslutter derfor at iklæde sig mandsklæder og tage til Paris, for dels at søge hjælp hos sin far, dels for at underrette kongen om dette komplot. Undervejs bliver digteren Quentin (Nils Tavernier) forelsket i hende, hvilket betyder, at han tager med hende til Paris, hvor han til gengæld er eftersøgt for at have skrevet smædeviser om kongens værge, kardinal Mazarin.

## Rolleliste
- Sophie Marceau – Eloïse d'Artagnan
- Philippe Noiret – D'Artagnan
- Sami Frey – Aramis
- Jean-Luc Bideau – Athos
- Raoul Billerey – Porthos
- Claude Rich – Greven af Crassac
- Nils Tavernier – Quentin
- Charlotte Kady – Eglantine de Rochefort